# Andrée de Jongh
Andrée Eugénie Adrienne de Jongh (30 de novembro de 1916 - 13 de outubro de 2007), cognome Dédée, foi uma membra da Resistência Belga durante a Segunda Guerra Mundial. Ela organizou e liderou a Linha Cometa (Le Réseau Comète) para ajudar os soldados e aviadores aliados a escapar da Bélgica ocupada pelos nazistas. Os aviadores eram sobreviventes de aviões militares abatidos sobre a Bélgica ou outros países europeus. Entre agosto de 1941 e dezembro de 1942, ela escoltou 118 pessoas, incluindo mais de 80 aviadores, da Bélgica para a Espanha neutra, de onde foram transportados para o Reino Unido. Presa pelos nazistas em janeiro de 1943, ela foi encarcerada pelo resto da Segunda Guerra Mundial. Depois da guerra, ela trabalhou em hospitais de leprosos na África.